# Past (film, 2010)
Past (v anglickém originále Stone, další český název: Případ Stone) je americký dramatický film z roku 2010. Režisérem filmu je John Curran. Hlavní role ve filmu ztvárnili Robert De Niro, Edward Norton, Milla Jovovich, Frances Conroy a Enver Gjokaj.

## Obsazení
| Robert De Niro       | Jack Mabry     |
| Edward Norton        | Gerald Creeson |
| Milla Jovovich       | Lucetta        |
| Frances Conroy       | Madylyn        |
| Enver Gjokaj         | mladý Jack     |
| Pepper Binkley       | mladá Madylyn  |
| Sandra Love Aldridge | paní Dickerson |
| Greg Trzaskoma       | dozorce Peters |